# والتر پلیس
والتر پلیس (انگلیسی: Walter Place؛ ۱۸۷۲ – ۱۱ دسامبر ۱۹۲۸ (۵۶ سال)) بازیکن فوتبال اهل بریتانیا بود.
از باشگاه‌هایی که در آن بازی کرده‌است می‌توان به باشگاه فوتبال آرسنال، باشگاه فوتبال برنلی، و باشگاه فوتبال پادیام اشاره کرد.